# Induktionssender
Ein Induktionssender ist ein kleiner mit einer Spule ausgestatteter Sender, wobei die Spule mit einem Wechselstrom einer Frequenz zwischen etwa 5 kHz und 150 kHz gespeist wird.
Er wird gelegentlich von Fernsteuerungsanwendungen mit Reichweiten von bis zu 20 Metern verwendet, allerdings heute zunehmend durch UHF-Systeme verdrängt.
Siehe auch: Elektromagnetische Induktion, Schwingkreis